# Hobokensepoort
De Hobokensepoort was geen echte poort maar tot 1870 toen het Zuidkasteel werd gesloopt eerder het jaagpad van Antwerpen naar Hoboken tussen de voornoemde Citadel van Antwerpen en de Schelde en na 1870 het jaagpad tussen het Krijgsarsenaal van kazerne 12 een militair complex dat het afgebroken Zuidkasteel verving in de Stelling van Antwerpen en de Schelde. In tijden van gevaar kon dit jaagpad door het weghalen van bruggen onderbroken worden. Dit was tot de Ledeganckkaai en later de Herbouvillekaai werden aangelegd. Daarna liep het jaagpad langs de voornoemde kaaien.
Van noord naar zuid met de klok mee: Oosterweelsepoort · Ekersepoort · Bredapoort · Schijnpoort · Turnhoutsepoort · Herentalsepoort · Leopoldpoort · Louisapoort · Borsbeeksepoort · Spoorbaanpoort · Berchemsepoort · Mechelsepoort · Edegemsepoort · Wilrijksepoort · Sint-Laureinspoort · Kielsepoort · Boomsepoort · Spoorwegpoort · Sint-Bernardsepoort · Sint-Michielspoort · Hobokensepoort